# Tatiana Antóshina
Tatiana Antóshina (en ruso: Татьяна Андреевна Антошина; Moscú, 27 de julio de 1982) es una ciclista profesional rusa. Destaca como contrarrelojista, de hecho la mayoría de sus resultados destacados los ha obtenido en esa especialidad; fuera de ellas destaca sus dos top-ten en el Giro de Italia Femenino (2010 y 2011) y el segundo puesto en el Tour de Flandes (2011).

## Palmarés
2005 (como amateur)
- 3.ª en el Campeonato de Rusia Contrarreloj

2006
- 3.ª en el Campeonato de Rusia Contrarreloj  (como amateur)

2007
- Campeonato de Rusia Contrarreloj

2008
- 2.ª en el Campeonato de Rusia Contrarreloj

2009
- Campeonato de Rusia Contrarreloj

2010
- Campeonato de Rusia Contrarreloj
- Campeonato de Rusia en Ruta

2011
- Gracia-Orlová
- 3.ª en el Campeonato de Rusia Contrarreloj
- 1 etapa del Tour Féminin en Limousin
- 1 etapa del Trophée d'Or Féminin

2012
- 3.ª en el Campeonato de Rusia Contrarreloj

2013
- Tour Cycliste Féminin International de l'Ardèche

2014
- Campeonato de Rusia Contrarreloj
- Campeonato de Rusia en Ruta

2015
- Ljubljana-Domžale-Ljubljana TT
- Campeonato de Rusia Contrarreloj
- Tour de Feminin-O cenu Ceskeho Svycarska, más 1 etapa
- 1 etapa del Tour de Bretaña femenino
- Chrono des Nations

2021
- 3.ª en el Campeonato de Rusia Contrarreloj
- Gran Premio Develi

## Resultados en Grandes Vueltas y Campeonatos del Mundo
Durante su carrera deportiva ha conseguido los siguientes puestos en las Grandes Vueltas femeninas y en los Campeonatos del Mundo en carretera:
| Carrera              | Carrera              | 2005 | 2006 | 2007 | 2008 | 2009 | 2010 | 2011 | 2012 | 2013 | 2014 | 2015 |
| -------------------- | -------------------- | ---- | ---- | ---- | ---- | ---- | ---- | ---- | ---- | ---- | ---- | ---- |
|                      | Giro de Italia       | —    | 62.ª | Ab.  | 18.ª | 12.ª | 8.ª  | 5.ª  | 19.ª | 13.ª | 17.ª | —    |
|                      | Tour de l'Aude       | 28.ª | —    | 38.ª | 32.ª | 13.ª | 17.ª | X    | X    | X    | X    | X    |
|                      | Grande Boucle        | —    | —    | —    | —    | —    | X    | X    | X    | X    | X    | X    |
| Mundial en Ruta      | Mundial en Ruta      | —    | —    | —    | 65.ª | Ab.  | 30.ª | 96.ª | 32.ª | 10.ª | Ab.  | 44.ª |
| Mundial Contrarreloj | Mundial Contrarreloj | —    | —    | 36.ª | 4.ª  | 7.ª  | 17.ª | —    | 13.ª | 9.ª  | 16.ª | 11.ª |

—: no participa

Ab: abandono

X: ediciones no celebradas

## Equipos
- Fenixs (2006[4] -2008)
  - Fenixs-Colnago (2006)
  - Fenixs-HPB (2007)
  - Fenixs (2008)
- Gauss RDZ Ormu-Colnago (2009)
- Team Valdarno (2010)
- Gauss (2011)
- Rabobank Women Cycling Team (2012)
- MCipollini-Giambenini (2013)
- RusVelo (2014)
- Servetto-Footon (2015)[5]
- Astana Women's Team (2016)[6]